# Детоубийство

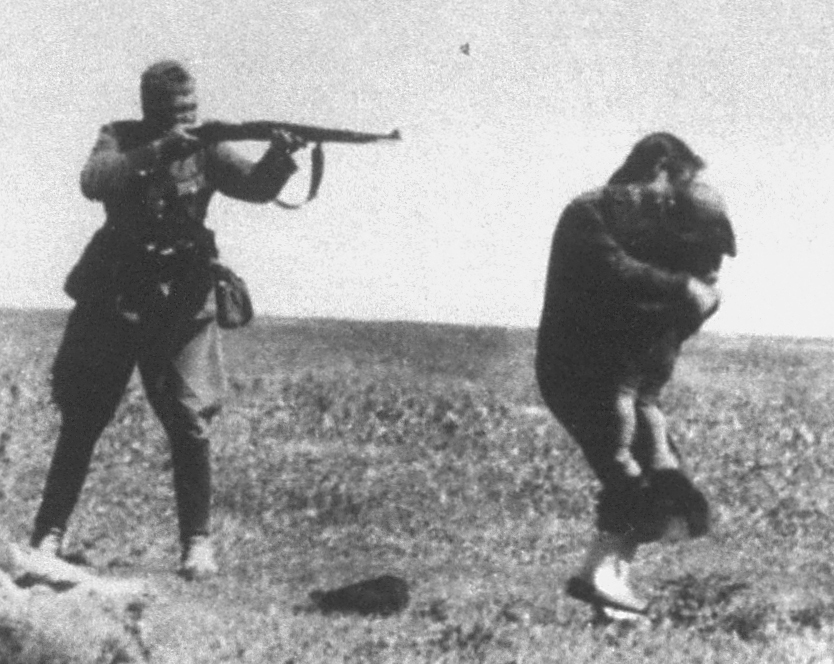
Член айнзацгруппы расстреливает еврейских женщину и ребёнка, близ Ивангорода, Украина, 1942 год. Фрагмент фотографии айнзацгруппы в Ивангороде

Детоуби́йство (инфантици́д) — умышленное лишение жизни ребёнка. Детоубийство включает в себя убийство матерью ребёнка после рождения (неонатицид). В России статья 106 Уголовного кодекса РФ предусматривает наказание за детоубийство новорождённых при родах или сразу после них для матерей в виде ограничения свободы на срок от 2 до 4 лет, принудительных работ на срок до 5 лет, лишения свободы на тот же срок.

## Практика детоубийства в древних культурах
Детоубийство широко практиковалось во многих древних культурах как средство регулирования рождаемости. Наиболее ранние примеры систематического инфантицида относятся ещё к каменному веку. По оценкам американского антрополога Джозефа Бёрдселла, процент детоубийств от общего числа рождений в период неолита составлял от 15 % до 50 %. Тогда же впервые проявляется тенденция к избирательному уничтожению младенцев женского пола: по оценкам исследователей, в период палеолита убивалось около 50 % новорождённых девочек. Часто детей просто оставляли в безлюдных местах, где они умирали от истощения и гипотермии.
Избирательное детоубийство девочек было широко распространено в странах Азии, в частности, в Индии, Китае и Японии. Во времена династии Сун в некоторых областях Китая стандартным числом детей в семье было трое сыновей и две дочери (в бедных семьях — двое сыновей и одна дочь), остальных убивали. В Японии подобный обычай бытовал под названием «мабики» (間引き), буквально означавшим «выпалывание лишних растений из чрезмерно разросшегося сада». В средневековой Индии систематически убивались незаконнорождённые девочки. Кроме того, бедные семьи Индии часто избавлялись от «лишних» младенцев, выбрасывая их в Ганг под видом жертвоприношения. Британские власти вели активную борьбу с этой традицией, но законодательно она была запрещена лишь в XIX веке.
Детские жертвоприношения были распространены во многих древних культурах. Традиция принесения детей в жертву существовала у майя, ацтеков, инка, а также, вероятно, тольтеков и древних теотиуаканцев. В Старом Свете детские жертвоприношения были особенно распространены на Ближнем Востоке, в частности, в Вавилонии, Финикии, Карфагене. Древние греки считали детские жертвоприношения варварством, однако практика убийства новорождённых детей (особенно незаконнорождённых) была в Элладе нередка. Чаще всего детей просто оставляли в пустынных местах без присмотра, где они умирали от голода и холода. Решение, как правило, принимал отец семейства, хотя в Спарте его выносил совет старейшин. Подобная традиция существовала и в Риме. Страбон с удивлением писал о том, что в Египте принято выкармливать и воспитывать всех детей, в том числе и незаконнорождённых. Одним из первых римский обычай убивать детей осудил греко-еврейский философ Филон Александрийский. Иудейская религия строго воспрещала детоубийство и гневно порицала детские жертвоприношения, связывая их с крайними проявлениями языческого варварства и отпадения от истинного Бога. Ислам и христианство также однозначно запрещают детоубийство.
Убийства нежеланных или незаконнорождённых детей были распространены у древних народов Европы. Хотя Тацит утверждает, что германцы считали «постыдным» убивать нежеланных детей, судя по всему, такая практика всё же существовала. По мнению Джона Босуэлла, германцы обычно оставляли обречённых на смерть детей в лесу. Он сообщает об обычае, согласно которому новорождённый ребёнок мог быть убит только до того, как он впервые вкусил пищи. Джон Лаббок описывал останки принесённых в жертву детей, обнаруженные в Британии. Повесть временных лет сообщает о принесении в жертву варяга Феодора и его сына, отрока Иоанна, причём изначально планировалось жертвоприношение одного только Иоанна, подростка («Бросим жребий на отрока и девицу, на кого падет он, того и зарежем в жертву богам»). Следы обычая убивать незаконнорождённых детей обнаруживаются в Калевале: в последней руне Вяйнямёйнен советует убить ребёнка чудесно забеременевшей девицы Марьятты, однако полумесячный ребёнок вступает с ним в спор, и после этого Вяйнямёйнен отступает.
У некоторых племён дети могли убиваться из суеверных соображений — например, когда рождение ребёнка сопровождалось «дурными знаками» или когда его подозревали в одержимости злым духом. В Африке очень часто убивались близнецы, в частности у тсвана, игбо, готтентотов и других народов. Кикуйю практиковали ритуальное убийство близнецов. Похожий обычай был зафиксирован Джорджем Кеннаном у коряков: один из близнецов обязательно убивался.
Инфантицид обычно оправдывался тем, что новорождённый ещё не является полноценным человеком. Так, австралийский вождь, убивший подряд 15 своих детей, заявлял: «новорождённый не человеческое существо, его душа ещё не пришла в него». Новорождённый с анатомическим уродством убивался зачастую не потому, что он явится негодным членом общины, а потому, что он сплошь и рядом рассматривался как продукт зачатия от демонического существа. Точно так же один из двойни мог рассматриваться как продукт подобного же вмешательства при зачатии, что служило оправданием для убийства одного из близнецов.
В XVIII веке убийство ребёнка было обычным методом, используемым многими самоубийцами, например Кристиной Йохансдоттер в 1740 году в Швеции. Согласно вероучению церкви, самоубийство является грехом и путём в ад; однако казнённый человек, который признался и раскаялся в своём преступлении, должен попасть в рай. Дети обычно были идеальными жертвами: они не могли оказать серьёзного сопротивления, а также, что важно, сами считались свободными от греха. В Швеции в XVIII веке желание совершить самоубийство было вторым самым распространённым мотивом детоубийства. На первом месте стояли незамужние женщины, удушавшие новорождённых.

## В настоящее время
Инфантицид остаётся привычной практикой среди некоторых коренных племён Амазонии, Австралии, Африки.
Детоубийства являются большой проблемой в России: в 2022 году родителями было убито 80 детей . Среди убитых детей в России значительную долю занимают новорождённые. По данным М. А. Золотова, способы умерщвления новорождённых по степени применения таковы: удавление руками, петлёй, перекрытие рта и носа, сдавление грудной клетки (32 %), утопление (24 %), оставление на холоде, без пищи, с неперевязанной пуповиной, неизвлечённой слизью изо рта (25,8 %), отравление (2 %), причинение повреждений твёрдым тупым предметом (5 %), острым предметом (3,5 %), иные способы (воздействие высокой температуры, создание условий для нанесения повреждений животными, насекомыми, расчленение и др.) — 7,7 %. Отмечен рост числа детоубийств в Пакистане, что связывают с нищетой, в которой живёт значительная часть населения.
В некоторых странах наблюдается практика избирательного убийства по гендерному признаку детей. В сельских областях Индии распространены убийства девочек. В некоторых областях Китая мальчиков растёт значительно больше, чем девочек. Чаще всего младенцы женского пола абортируются (селективный аборт), но встречаются и случаи убийства новорождённых девочек. Иногда с этим связывают политику одного ребёнка и иные культурные особенности: родители предпочитают иметь в качестве своего единственного ребёнка мальчика, а не девочку. Этот феномен получил название «пропавшие женщины Азии».

## Убийства детей их родителями
Особую группу детоубийств составляют убийства детей собственными родителями (филициды). Причинами филицидов часто оказываются психические расстройства родителей, ненависть к нежеланным детям, реже — супружеская месть или желание избавить ребёнка от реальных либо мнимых страданий.

## Предотвращение
В качестве мер по предотвращению детоубийств матерями называют облегчение доступа к контрацептивам, что поможет избежать нежелательных беременностей и убийства родившихся в результате детей (кроме того, это поспособствует снижению числа абортов), а также своевременное отслеживание психических заболеваний и, в частности, послеродовой депрессии у (убийц) матерей. В некоторых странах существуют так называемые бэби-боксы, которые в разных проектах называются по-разному (окна жизни и пр.), где мать, не желающая или не имеющая возможности воспитывать ребёнка, может оставить его анонимно.
Особняком стоят меры по предотвращению детоубийств, направленные на устранение причин возникновения желания убийства детей матерями, а именно усиление мер социальной помощи беременным и молодым матерям, а также их пропаганда.

## Известные детоубийцы
- Ванета Хойт
- Джени Лу Гиббс
- Кхуа Хё
- Люси Летби
- Мэрибет Тиннинг
- Мэри Ноу

## В массовой культуре
- Избиение младенцев (библейская история)
- Избиение младенцев (мотив)
- Пьеса Еврипида «Медея».
- Д/ф. «Матери — убийцы» из цикла «Особо опасен!» (2005).